# Milena Preindlsberger-Mrazović

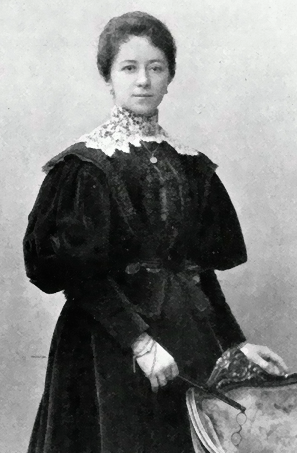
Photographie "Frau Milena Mrazovic" von Carl Pietzner, 1899

Milena Theresia Preindlsberger von Preindlsperg (geborene Milena Mrazović; * 28. Dezember 1863 in Bjelovar, Königreich Kroatien und Slawonien, Kaisertum Österreich; † 20. Januar 1927 in Wien, Republik Österreich) war eine bosnische Publizistin und erste Zeitungsherausgeberin in Bosnien-Herzegowina.

## Leben
Milena Mrazović kam aus einer kroatischstämmigen Familie, die sich in Bosnien angesiedelt hatte. Ihr Vater war Beamter in Bjelovar in Kroatien.
Milena besuchte eine Mädchenschule in Budapest. 1878 zog die Familie nach Banja Luka in Bosnien und 1879 nach Sarajevo.
Milena Mrazović unterrichtete seit 1884 an einer Klosterschule Französisch. Seit diesem Jahr war sie auch Redakteurin der deutschsprachigen Bosnischen Post, als erste weibliche Journalistin in Bosnien-Herzegowina. 1886 wurde sie Mitherausgeberin und 1889 alleinige Eigentümerin.
1896 heiratete sie den österreichischen Chirurgen Josef Preindlsberger, der am Spital in Sarajevo tätig war. Sie gab in diesem Jahr die Leitung der Zeitung ab.
Im Ersten Weltkrieg begleitete Milena ihren Mann als Assistentin in Serbien, Montenegro, Mazedonien, Albanien und Italien. 1919 zog das Paar nach Wien.
Dort starb Milena Preindlsberger nach einer Krankheit.

## Publikationen
Sie schrieb als Milena Mrazović, dann als Milena Preindlsberger-Mrazović für die Bosnische Post und weitere deutschsprachige Zeitschriften.
Daneben veröffentlichte sie mehrere Beschreibungen über Bosnien.
- Selam. Skizzen und Novellen, Deutsche Schriftsteller-Genossenschaft, Berlin, 1893, Übersetzungen englisch, 1895, russisch 1900

- Bosnisches Skizzenbuch, 1900. (Digitalisat)
- Bosnische Volksmärchen, 1905. (Digitalisat, Neuauflage 2014, ISBN 978-3-8430-4046-4)
- Das Grabesfenster, 1906
- Die Bosnische Ostbahn, 1908
- Bosnisches Skizzenbuch, 1909

als Herausgeberin
- Pjesńička djela fra G. Martića [Poetische Werke von P. G. Martić], 2 Bände 1893–1895